# Ashley (Indiana)
Ashley is een plaats (town) in de Amerikaanse staat Indiana, en valt bestuurlijk gezien onder DeKalb County en Steuben County.

## Demografie
Bij de volkstelling in 2010 werd het aantal inwoners vastgesteld op 983.

## Geografie
Volgens het United States Census Bureau beslaat de plaats een oppervlakte van
2,1 km², geheel bestaande uit land. Ashley ligt op ongeveer 305 m boven zeeniveau.

## Plaatsen in de nabije omgeving
De onderstaande figuur toont nabijgelegen plaatsen in een straal van 16 km rond Ashley.